# ماتی پولاک
ماتی پولاک (انگلیسی: Mattie Pollock؛ زادهٔ ۲۸ سپتامبر ۲۰۰۱) بازیکن فوتبال اهل بریتانیا است.
از باشگاه‌هایی که در آن بازی کرده‌است می‌توان به باشگاه فوتبال گریمزبی تاون و باشگاه فوتبال واتفورد اشاره کرد.